# 右旗三
天鷹座Delta（天鷹座δ，δ Aql） 是一个在赤道星座天鹰座的双星系统。中文星官名右旗三。视星等3.36，视差测量显示它距离地球大约51光年

## 物理特性
右旗三是一个天测联星，两个成员以3.422年互绕，轨道离心率大约0.36。这种双星是经由伴星对主星的引力摄动发现的。个别的成员没有被望远镜分离。
主星天鷹座δA是一个恒星分类F0IV的次巨星，光度分类IV代表它已经逐渐耗尽核心的氢，正在朝向巨星演化。该星质量比太阳大80%，已经膨胀成1.8太阳半径。它辐射出9-10太阳光度，表面温度7,016K使它成为一个发出黄白色光的F型星。天鷹座δA是盾牌座δ变星，由外层大气的脉动产生的光度变化。该星以87km/s的速度高速旋转。
伴星天鷹座δB，是一个较小的恒星有67%太阳质量，半径。可能是一个橙矮星